# 卡斯普埃尼亚斯
卡斯普埃尼亚斯，是西班牙卡斯蒂利亚-拉曼恰瓜达拉哈拉省的一个市镇。总面积15平方公里，总人口87人（2001年），人口密度6人/平方公里。